# تشاينا (لاعب كرة قدم)
تشاينا (بالبرتغالية: Leonardo Bruno dos Santos Silva‏) هو لاعب كرة قدم برازيلي، ولد في 14 أغسطس 1980 في ريو دي جانيرو في البرازيل. لعب مع نادي أفاي لكرة القدم ونادي أمريكا ونادي أيه بي سي ونادي باسوش دي فيريرا ونادي بالميراس ونادي بوخوم ونادي فلامنغو ونادي كوريتيبا.

## وصلات خارجية
- تشاينا (لاعب كرة قدم) على موقع قاعدة بيانات كرة القدم.إي يو (الإنجليزية)
- تشاينا (لاعب كرة قدم) على موقع Soccerway.com (الإنجليزية)
- تشاينا (لاعب كرة قدم) على موقع عالم كرة القدم.نت (الإنجليزية)